# Fox Feature Syndicate
Fox Feature Syndicate (também conhecida como Fox Comics e Fox Publications) foi uma editora de revistas em quadrinhos do período conhecido como "era de ouro" do estilo.
Fundada no final da década de 1930 em Nova York pelo empresário Victor A. Fox, publicou títulos como Blue Beetle, Fantastic Comics e Mystery Men Comics e empregou talentos como Jack Kirby e Joe Simon.
Na esteira do sucesso do Superman, Jerry Iger e Will Eisner foram contratados para criar um super-herói. A dupla criou Wonder Man em 1939. A National Publications (atual DC Comics)  processou a Fox por plágio.
Fechou as portas após o surgimento da Comics Code Authority no começo da década de 1950, vendendo os direitos do personagem Besouro Azul para a Charlton Comics.